# Споменик природе Фикус — Чачак
Споменик природе Фикус — Чачак (Ficus elastica ’Decora’) је споменик природе ботаничког карактера. Налази се у Дому културе Чачак и сматра се највећим фикусом у нашој земљи, па и на Балкану. Представља јединствено стабло фикуса по димензијама и старости, с обзиром на услове у којима се развијало. Ретки су код нас примерци ове врсте егзота који су се развили до тих димензија и опстали. Сврстан је у III (трећу) категорију заштите, као значајно природно добро.Репрезентативни примерак ове тропске биљке засађен је 1971. године, а висина биљке у време садње била је 1,5 м. Фикус је законом заштићен 2004. године.

## Положај
Стабло фикуса се налази у центру Чачка - на Тргу народног устанка бр. 2, у објекту Дома културе. Стабло је лоцирано у ужем смислу у затвореном простору, у холу Дома културе, у приземљу. Висином досеже до првог спрата, а крошња се протеже дуж стаклене површине. „Стабло” чине заправо два примерка фикуса посађена у приземљу чије су крошње у вишим деловима потпуно испреплетене, па се идентификују као једна крошња.

## Категорија заштите и међународни статус
„Споменик природе Фикус — Чачак” је заштићен у III категорији, као значајно природно добро.
Међународни статус: IUCN Category III (Natural monument/Natural landmark) – природни споменици.
Према „Оквиру за класификацију копнених и морских подручја” - ИУЦН, 1990.

## Природне карактеристике
Ficus elastica var. Decora Roxb. је зимзелено дрво које може да нарасте и до 30 m висине, у домовини. Пореклом је из влажних шума тропске Азије (Индо-хималајска област). Припада роду Ficus који има око 600 врста. Овом роду припада и смоква.
Најчешћи варијетет Индијског фикуса је F. elastica ’Decora’. Код нас се гаји као декоративна, саксијска биљка са широким, кожастим, елиптичним, тамнозеленим листовима спирално распоређеним, са лица сјајним, до 30 cm дугим. Биљка спада у брзорастуће. Временом природно одбацује доње листове формирајући дебло.
Само одрасли срари примерци светају и дају плодове као смокве. За нормални раст су јој потребни услови као што су светлост, чији недостатак ограничава раст, као и одговарајућа влажност и температура. Зими је оптимално 15 °C, а лети добро подноси и до 29 °C.
Фикус се размножава резницама. Из млечног сока стабла добија се каучук - сировина за производњу гуме, па се назива још каучуково дрво.

## Антропогене карактеристике
Фикус је засађен у приземљу Дома културе у центру Чачка, тако да расте из земље која је набијена у темеље овог објекта испод прве плоче. Оба стабла фикуса налазе се у просторијама Канцеларије за младе Чачак.
Овај део Дома културе је застакљен у целини, тако да је видљив практично са целог централног градског трга.

## Основне карактеристике заштићеног природног добра
Фикус чине два стабла чије се крошње у горњим деловима преплићу, при чему образују једну бујну крошњу, препуну зелене лисне масе. Вођена је дуж стаклене површине и плафона спрата, достижући знатну дужину. Карактрише га специфичан хабитус, условљен простором у коме расте.
Репрезентативни примерак ове тропске биљке стар је преко 30 година. Садња је извршена 1971. године, са примерцима високим 1,5 m. Изузетним га чине и следеће дендометријске вредности:
- висина стабла до крошње око 8 m
- обим (једног) дебла 37,30 m
- обим (другог) дебла 31,50 m
- дужина крошње до 30,00 m
- пречник (најшири) крошње 5,6m